# سنبل خوشه‌ای
سنبل خوشه‌ای (نام علمی: Alrawia) نام یک سرده از تیره مارچوبگان است.